# Білл Вілсон
Вільям Гріффіт Вілсон (26 листопада 1895 — 24 січня 1971), також відомий як Білл Вілсон або Білл В. — був співзасновником Анонімних Алкоголіків (AA).
АА — це міжнародне братство взаємодопомоги, яка налічує близько двох мільйонів членів у всьому світі, які належать до груп, асоціацій, організацій, кооперативів і товариств алкоголіків, які допомагають іншим алкоголікам досягти та зберегти тверезість. Дотримуючись дванадцятої традиції анонімності АА, Вілсон широко відомий як «Білл В.» або «Вексель». Щоб ідентифікувати один одного, члени АА іноді запитують інших, чи є вони «друзями Білла». Незважаючи на те, що це запитання може заплутати, оскільки «Білл» є загальноприйнятою ім'ям, воно надає засіб для встановлення загального досвіду членства в АА. Після смерті Вілсона в 1971 році та на тлі багатьох суперечок у братстві журналісти, які не усвідомлювали важливості збереження анонімності в організації, включили його повне ім'я до некрологів.
Тверезість Вільсона від алкоголю, яку він підтримував до самої смерті, почалася 11 грудня 1934 року У 1955 році Вілсон передав контроль над AA до опікунської ради. Вілсон помер у 1971 році від емфіземи легенів, ускладненої пневмонією внаслідок паління тютюну. У 1999 році Time включив його як «Білл В.: Цілитель» у список Time 100: Найважливіші люди століття.

## Раннє життя

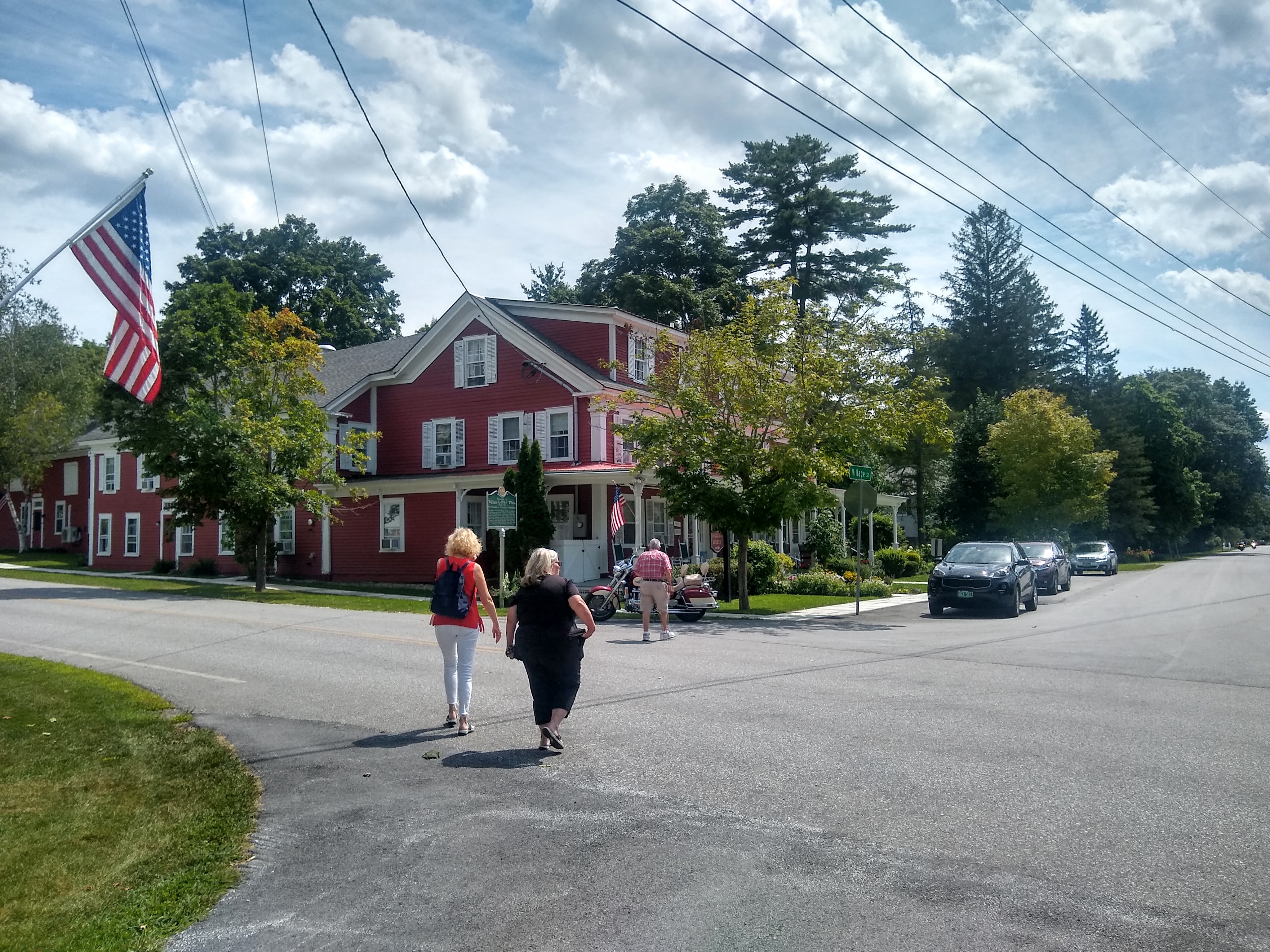
Місце народження Вільяма Гріффіта Вілсона.

Вілсон народився 26 листопада 1895 року в Іст-Дорсеті, штат Вермонт, у сім'ї Емілі (уродженої Гріффіт) і Гілмана Барроуза Вілсона. Він народився в будинку та місці бізнесу своїх батьків, у готелі та таверні Mount Aeolus. Його дід по батьковій лінії, Вільям К. Вілсон, також був алкоголіком. Під впливом проповіді мандрівного євангеліста за кілька тижнів до цього Вільям К. Вілсон піднявся на вершину гори Еол, отримав духовний досвід і ніколи більше не вживав алкоголю.
Обидва батьки Білла покинули його незабаром після того, як він і його сестра народилися – його батько так і не повернувся з передбачуваного відрядження, а мати залишила Вермонт, щоб вивчати остеопатію. Білл і його сестра виховувалися бабусею і дідусем по материнській лінії Фейєтт і Еллою Гріффіт. У підлітковому віці Білл мало цікавився своїми академічними заняттями та був непокірним. Під час літніх канікул у середній школі він провів місяці, створюючи та вирізаючи бумеранг, щоб кидати його в птахів, єнотів та іншу місцеву дику природу. Після багатьох важких років у підлітковому віці Білл став капітаном шкільної футбольної команди та головним скрипалем у її оркестрі. Білл також зіткнувся з серйозним нападом депресії у віці сімнадцяти років після смерті його першого кохання, Берти Бемфорд, яка померла від ускладнень після операції.

## Шлюб, робота і алкоголізм
Вілсон познайомився зі своєю дружиною Лоїс Бернем влітку 1913 року під час плавання на Смарагдовому озері у Вермонті; через два роки пара заручилася. Він вступив до Норвічського університету, але депресія та панічні атаки змусили його залишити навчання під час другого семестру. Наступного року він повернувся, але невдовзі був відсторонений разом із групою студентів, залучених до дідівщини. Тому що ніхто не брав відповідальності і не встановлював винних, покарали весь клас.
Вторгнення Панчо Вільї в США в червні 1916 року призвело до того, що клас Вільсона був мобілізований до Національної гвардії Вермонта, і він був відновлений на службі. У наступному році він був призначений офіцером-артилеристом. Під час військових навчань у Массачусетсі місцеві жителі часто запрошували молодих офіцерів на обід, і Вілсон випив свій перший напій, келих пива, що майже не мало ефекту. Кілька тижнів потому під час іншої вечері Вілсон випив кілька коктейлів Bronx і відчув себе комфортно серед гостей і звільнився від своєї ніякової сором'язливості; «Я знайшов еліксир життя», — писав він. «Навіть того першого вечора я добряче напився, а через пару разів повністю втратив свідомість. Але оскільки всі сильно пили, це не вважалось чимось дивним.»
Вілсон одружився з Лоїс 24 січня 1918 року, незадовго до того, як він пішов служити в Першу світову війну 2-м лейтенантом берегової артилерії. Після військової служби Вілсон повернувся жити з дружиною в Нью-Йорк. Йому не вдалося закінчити юридичний факультет, тому що він був надто п'яний, щоб забрати свій диплом. Вілсон став біржовим спекулянтом і мав успіх, подорожуючи країною зі своєю дружиною, оцінюючи компанії для потенційних інвесторів. Під час цих поїздок у Лоїс була прихована мета: вона сподівалася, що подорож утримає Вілсона від пияцтва. Однак постійне пияцтво Вільсона унеможливило бізнес і зіпсувало його репутацію.
У 1933 році Вілсона чотири рази госпіталізували до лікарні Чарльза Б. Таунса для наркозалежності та алкоголізму в Нью-Йорку під наглядом Вільяма Дункана Сілкуорта. Теорія Сілкуорта полягала в тому, що алкоголізм — це питання як фізичного, так і психічного контролю: потяг, прояв фізичної алергії (фізична нездатність кинути пити, якщо людина почала) і одержимість розуму (випити першу чарку). Вілсон отримав надію через твердження Сілкуорта, що алкоголізм — це захворювання, але навіть це знання не могло йому допомогти. Зрештою йому сказали, що він або помре від алкоголізму, або його доведеться назавжди ув'язнити через енцефалопатію Верніке (зазвичай відому як «вологий мозок»).

## Духовна програма для одужання
У листопаді 1934 року Вілсона відвідав старий товариш по чарці Еббі Течер. Вілсон був вражений, виявивши, що Течер був тверезим протягом кількох тижнів під керівництвом євангельської християнської Оксфордської групи. Вілсон трохи зацікавився групою, але невдовзі після візиту Течера його знову госпіталізували до міської лікарні для одужання від нападу алкоголю. Це було його четверте й останнє перебування в міській лікарні під наглядом Сілкуорта, і він демонстрував ознаки білої гарячки. Там Білл В. отримав духовний досвід «Біле світло» і кинув пити. Раніше того ж вечора Течер відвідав його і спробував переконати його віддати себе на піклування християнського божества, яке звільнить його від алкоголю. За словами Вілсона, лежачи в ліжку пригнічений і зневірений, він вигукнув: «Я зроблю все! Що завгодно! Якщо є Бог, нехай Він покаже себе!» Тоді він мав відчуття яскравого світла, відчуття екстазу та нового спокою. Він більше не пив до кінця свого життя. Вілсон описав свій досвід Сілкуорту, який сказав йому: «З тобою щось трапилося, чого я не розумію. Але вам краще триматися цього».
Вілсон приєднався до Оксфордської групи і намагався допомогти іншим алкоголікам, але йому вдалося лише зберегти тверезість самому. Під час невдалої відрядження до Акрона, штат Огайо, Вілсон знову захотів випити, і він вирішив, що для того, щоб залишатися тверезим, йому потрібно допомогти іншому алкоголіку. Він зателефонував за телефонними номерами в церковному довіднику і зрештою домігся знайомства з Бобом Смітом, алкоголіком, членом Оксфордської групи. Вілсон пояснив теорію Сілкуорта про те, що алкоголіки страждають від фізичної алергії та психічної одержимості. Вілсон поділився, що єдиним способом, яким він міг залишатися тверезим, був духовний досвід. Сміт був знайомий з принципами Оксфордської групи і, почувши досвід Вілсона, «почав шукати духовні ліки від своєї хвороби з готовністю, якої він ніколи раніше не міг зібрати. Після короткого рецидиву він протверезів, щоб більше ніколи не пити аж до моменту своєї смерті в 1950 році». Вілсон і Сміт почали працювати з іншими алкоголіками. Після того літа в Акроні Вілсон повернувся до Нью-Йорка, де почав успішно допомагати алкоголікам у тому, що вони називали «безіменним загоном п'яниць» у тамтешній Оксфордській групі.
У 1938 році, після того як близько 100 алкоголіків в Акроні та Нью-Йорку стали тверезими, братство вирішило просувати свою програму одужання шляхом публікації книги, для якої Вілсон був обраний основним автором. Книга отримала назву «Анонімні алкоголіки» і включала список рекомендованих заходів для духовного зростання, відомих як Дванадцять кроків. Сам рух отримав назву книги. Білл включив принципи дев'яти з Дванадцяти Традицій (набір духовних вказівок для забезпечення виживання окремих груп АА) у своїй передмові до оригінального видання; пізніше, традиції один, два і десять були чітко визначені, коли були опубліковані всі дванадцять тверджень. Конференція загального служіння АА 1955 року стала знаковою подією для Вілсона, на якій він передав керівництво організацією, що розвивалася, обраному правлінню.
У 1939 році Вілсон і Марті Манн відвідали ферму Хай Вотч у Кенті, Коннектикут. Далі вони заснували те, що зараз називається Центр відновлення High Watch, перший у світі центр лікування алкоголю та залежності, заснований на принципах Дванадцяти Кроків.

## Політичні переконання
Вілсон рішуче виступав за те, щоб групи АА не мали «найменшої реформи чи політичного вигляду». У 1946 році він писав: «Жодна група або члени АА ніколи не повинні висловлювати будь-яку думку щодо зовнішніх суперечливих питань, зокрема щодо політики, алкогольної реформи чи сектантської релігії, таким чином, щоб не залучати до цього АА. Групи Анонімних Алкоголіків не виступають ні проти кого. Стосовно таких питань вони не можуть висловлювати жодних поглядів». Переформуловане, це стало «Традицією 10» для AA.

## Останні роки

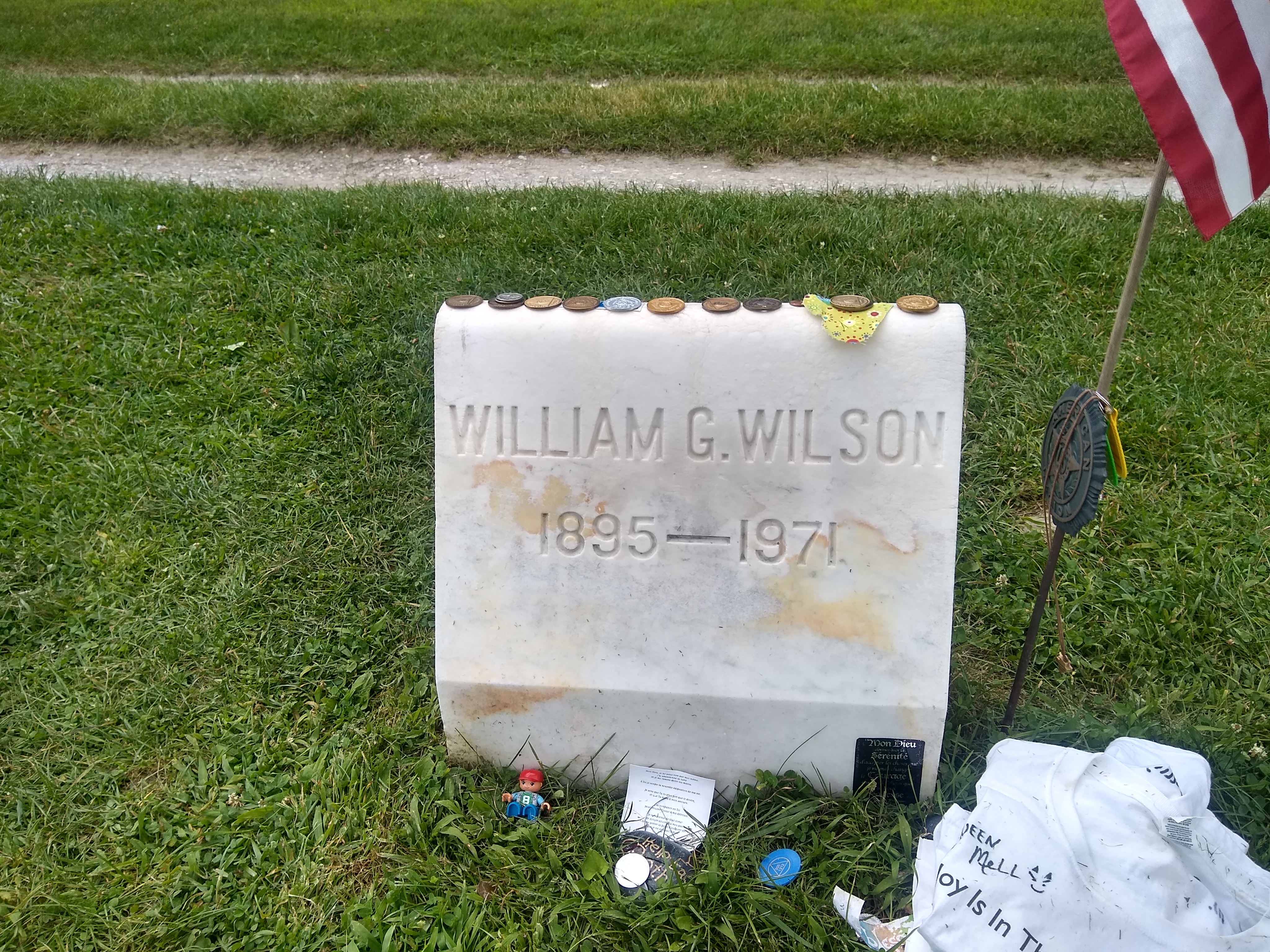
Надгробок Вільяма Гріффіта Вілсона на кладовищі Східного Дорсета

Протягом останніх років свого життя Вілсон рідко відвідував збори АА, щоб уникнути прохання виступити як співзасновник, а не як алкоголік. Будучи завзятим курцем, Вілсон врешті-решт страждав від емфіземи легенів, а пізніше й від пневмонії. Наприкінці 1960-х він продовжував палити, будучи залежним від кисневого балона. У записках, написаних медсестрою Джеймсом Данненбергом, сказано, що Білл Вілсон чотири рази просив віскі (25 грудня 1970, 2 січня 1971, 8 січня 1971 і 14 січня 1971) в останній місяць життя, але він не пив алкоголю останні 36 років свого життя.

## Передбачувана подружня невірність
Френсіс Хартіган, біограф Білла Вілсона та особистий секретар Лоїс Вілсон у її останні роки, писав, що в середині 1950-х Білл почав п'ятнадцятирічний роман з Хелен Вінн, жінкою, яка була на 18 років молодшою за нього, і з якою він познайомився через АА. Хартіган також стверджує, що цим стосункам передували інші подружні зради. У 1963 році Вілсон домовився залишити 10 відсотків гонорару за свою книгу Хелен Вінн, а решту своїй дружині Лоїс.
Історик Ернест Курц скептично ставився до правдивості повідомлень про бабництво Вілсона. Він вирішив, що звіти стосуються однієї людини, Тома Пауерса, колишнього близького друга Вілсона, з яким він посварився в середині 1950-х років.

## Архів у Степпінг Стоунз

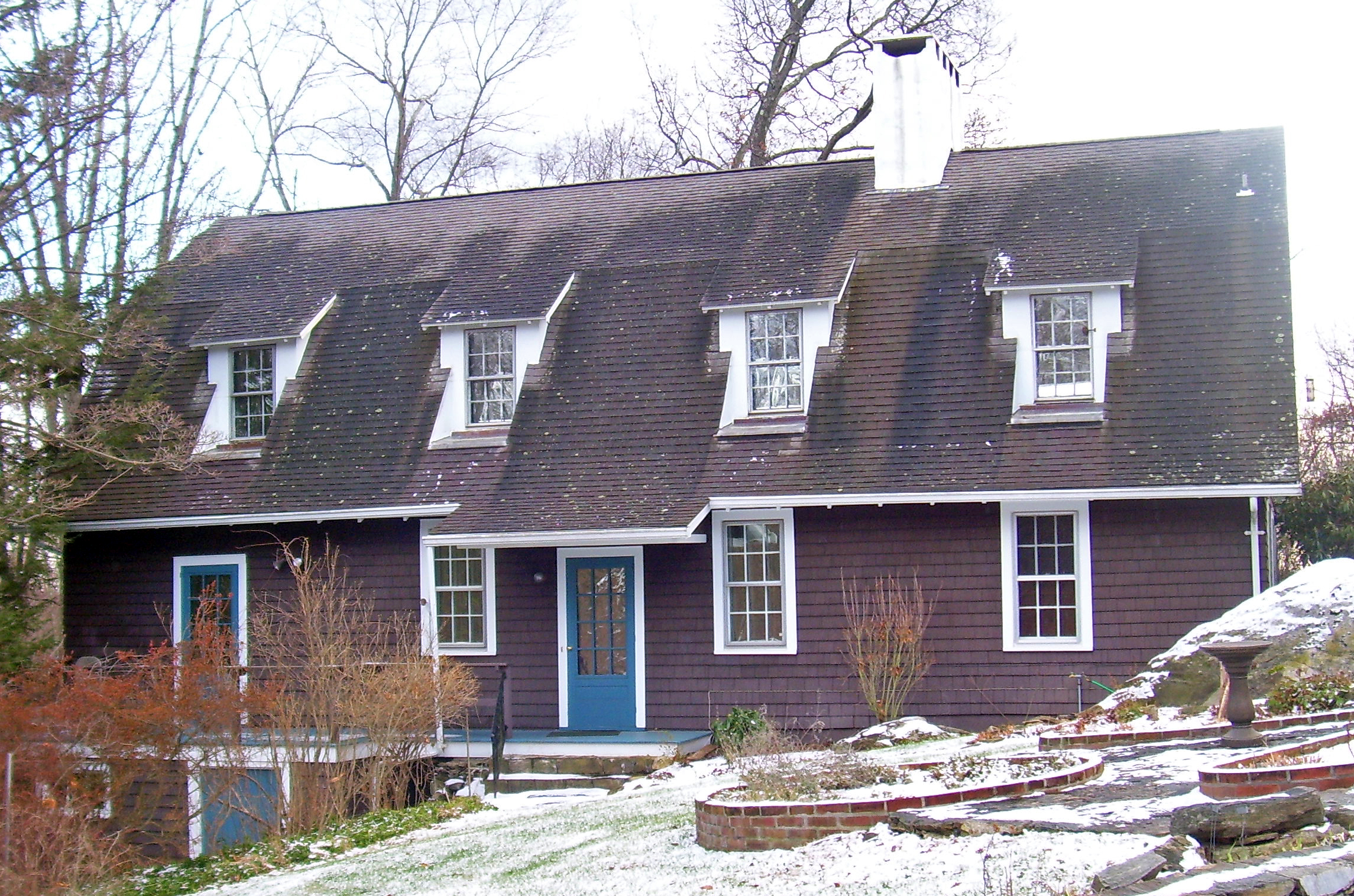
Степпінг Стоунз, дім Вільсонів у пізні роки, нині музей

Особисті листи між Вілсоном і Лоїс, які охоплювали період понад 60 років, зберігаються в архівах Степпінг Стоунз, їхнього колишнього будинку в Катоні, Нью-Йорк, і в архівах Офісу загального обслуговування АА у Нью-Йорку.

## Альтернативні методи лікування та духовність
У 1950-х роках Вілсон використовував ЛСД в експериментах під наглядом лікарів з Бетті Айснер, Джеральдом Хердом і Олдосом Хакслі, прийнявши ЛСД вперше 29 серпня 1956 року. На запрошення Вілсона його дружина Лоїс, його духовний радник отець Ед Доулінг і Нелл Вінг також брали участь в експериментах з цим препаратом. Пізніше Вілсон написав Карлу Юнгу, високо оцінюючи результати результати та рекомендувавши їх як підтвердження духовного досвіду Юнга. (Фактично лист не було надіслано, оскільки Юнг помер.) За словами Вілсона, сеанс дозволив йому знову відчути спонтанний духовний досвід, який він мав багато років тому, що допоміг йому подолати власний алкоголізм.
Білл був у захваті від свого досвіду; він відчував, що це допомогло йому усунути багато бар'єрів, зведених самим собою або его, які стоять на шляху безпосереднього досвіду космосу та Бога. Він думав, що знайшов щось, що могло б значно змінити життя багатьох, хто все ще страждає. Цитується Білл: «Це загальновизнаний факт духовного розвитку, що зменшення его робить можливим приплив Божої благодаті. Отже, якщо під ЛСД ми можемо отримати тимчасове зниження, щоб ми могли краще бачити, що ми є і куди ми йдемо – добре, це може бути корисним. Ціль може стати більш зрозумілою. Тож я вважаю, що ЛСД має певну цінність для деяких людей і практично нікому не шкодить. Воно ніколи не замінить будь-який із існуючих засобів, за допомогою яких ми можемо зменшити его та зберегти його зменшеним.» Вілсон вважав, що регулярне вживання ЛСД у ретельно контрольованому, структурованому оточенні буде корисним для багатьох алкоголіків, які одужують. Однак він вважав, що цей метод варто спробувати лише людям із добре розвиненим супер-его.
У 1957 році Вілсон написав Херду листа, в якому говорив: «Я впевнений, що експеримент з ЛСД мені дуже допоміг. Я відчуваю себе з кращим сприйняттям кольорів і вдячністю до краси, що було майже знищено роками депресії». Більшість членів АА були категорично проти його експериментів із речовиною, що змінює свідомість.
Вілсон познайомився з Абрамом Хоффером і дізнався про потенційний стабілізуючий настрій ефект ніацину. Вілсон був вражений експериментами, які показали, що алкоголіки, яким давали ніацин, мали кращий рівень тверезості, і він почав розглядати ніацин як «завершення третьої ноги в стільці, фізичне доповнення до духовного та емоційного». Вілсон також вважав, що ніацин позбавив його від депресії, і він пропагував вітамін серед спільноти АА та Національного інституту психічного здоров'я як засіб лікування шизофренії. Однак Вілсон викликав великий фурор в АА, оскільки він використовував офісний та фірмовий бланк АА у своєму просуванні.
Духовність цікавила Вілсона все життя. В одному з його листів до радника отця Доулінга йдеться про те, що, коли Вілсон працював над своєю книгою «Дванадцять кроків і дванадцять традицій», він відчував, що духи допомагають йому, зокрема монах 15-го століття на ім'я Боніфацій. Незважаючи на його переконання, що він має докази реальності духовного світу, Вілсон вирішив не ділитися цим з АА. Однак його практика все ще викликала суперечки серед членів АА. Вілсон і його дружина продовжували свою незвичайну практику, незважаючи на побоювання багатьох членів АА. У їхньому домі була «кімната привідів», куди вони запрошували гостей взяти участь у сеансах за допомогою дошки віджа.

## Спадщина
У 2001 році Анонімні Алкоголіки повідомили про наявність понад 120 000 зареєстрованих місцевих груп і більше двох мільйонів активних членів по всьому світу.
Вілсона часто описували як людину, яка любила бути в центрі уваги, але після того, як принцип анонімності АА став встановленим, він відмовився від почесного ступеня Єльського університету та відмовився дозволити його фотографії, навіть із зворотного боку, бути на обкладинці журналу Time. Наполегливість Вілсона, його здатність сприймати та використовувати гарні ідеї та його підприємницький хист розкриваються в його піонерській втечі від алкогольного «смертного вироку», його центральній ролі в розробці програми духовного зростання та його лідерстві в створення та розбудові АА, «незалежної, підприємницької, божевільно демократичної, некомерційної організації».
Вілсон, мабуть, найбільш відомий як синтезатор ідей, людина, яка об'єднала різноманітні нитки психології, теології та демократії в працездатну та рятівну систему. Олдос Хакслі назвав його «найвидатнішим соціальним архітектором нашого століття», а журнал Time включив Вільсона до свого "Списку 100 найвидатніших людей 20-го століття Time ". Вілсон описав себе як людину, яка «завдяки своєму гіркому досвіду відкрила, повільно та через досвід навернення, систему поведінки та низку дій, які працюють для алкоголіків, які хочуть кинути пити».
Біограф Сьюзен Чівер написала в «Мене звуть Білл»: «Білл Вілсон ніколи не вважав себе зразком: він лише сподівався допомогти іншим людям, поділившись власним досвідом, силою та надією. Він знову і знову наполягав, що він звичайна людина».
У 1941 році, Вілсон купив будинок, який вони з Лоїс назвали Stepping Stones на 8 акрів (3 гектари) маєтку у Катоні, штат Нью-Йорк, де він жив там із Лоїс до своєї смерті в 1971 році. Після смерті Лоїс у 1988 році будинок був відкритий для екскурсій, і тепер він внесений до Національного реєстру історичних місць; у 2012 році він був визнаний національною історичною пам'яткою.

## У масовій культурі
Протягом багатьох років Білл В., формування АА, а також його дружина Лоїс були предметом численних проектів, починаючи з «Мене звуть Білл В.», телевізійного фільму 1989 року CBS Hallmark із Залом слави з Джеймсом Вудсом у ролі Білла В. і Джеймсом Гарнером у ролі Боба Сміта. За роль Вілсона Вудс отримав Еммі. Він також був зображений у телевізійному фільмі 2010 року, заснованому на житті Лоїс, «Коли кохання недостатньо: історія Лоїс Вілсон», адаптованому з однойменної книги 2005 року, написаної Вільямом Г. Борчертом. У фільмі знялися Вайнона Райдер у ролі Лоїс Вілсон і Баррі Пеппер у ролі Білла В.
Документальний фільм 2012 року «Білл В.» зняли режисери Ден Каррачіно та Кевін Хенлон.
Пісня гурту El Ten Eleven «Thanks Bill» присвячена Біллу В., оскільки дружина соліста Крістіана Данна протверезіла через АА. Він заявляє: «Якби вона не протверезіла, ми, ймовірно, не були б разом, тому я дякую Біллу Вілсону, який винайшов АА».
У книзі Майкла Граубарта Sober Songs Vol. 1, пісня «Hey, Hey, AA» згадує зустріч Білла з Еббі Тетчер, яка поклала початок його шляху до одужання та, зрештою, до створення Анонімних Алкоголіків. Текст пісні звучить так: "Заходить Еббі Т. Білл каже: «Добре, ти мій друг. Не заперечуй, якщо я вип'ю свій джин.»